# Noiabrsk
Noiabrsk (en rus: Ноя́брьск) és la ciutat més poblada de Iamàlia, a Rússia. Es troba al mig de la Conca petrolífera de la Sibèria occidental i és una estació de la línia de ferrocarril entre Tiumén i Novi Urengoi, uns 300 quilòmetres al nord de Surgut. A 2010 tenia 110.620 habitants. Es va fundar l'any 1976 i té estatus de ciutat des de l'any 1982. Fins als anys 1990 era una ciutat tancada soviètica.
L'economia de la ciutat està basada en l'extracció d'hidrocarburs, sobretot petroli i gas natural. Diverses companyies subsidiàries de Gazprom en són les principals empreses implicades.
L'aeroport de Noiabrsk, situat uns sis quilòmetres a l'oest de la ciutat és un dels mitjans d'accés a la ciutat. També ho són les dues estacions de tren situades a la línia ferroviària de Novi Urengoi.
La ciutat està agermanada amb Korosten, a Ucraïna.

## Clima
Noiabrsk es troba al nord de la zona climàtica temperada. El clima de Noiabrsk és continental. El nombre de dies assolellats a Noiabrsk oscil·la entre 230 i 250 dies, i la quantitat total de precipitació no supera els 550 mm anuals.
Els hiverns són llargs i amb vents freds, l'hivern perdura, com a regla general, des de mitjans d'octubre fins a mitjans d'abril. El mes més fred és gener. Febrer és el mes més sec, però es caracteritza per les tempestes de neu.
La primavera és freda i curta, normalment dura des de mitjans d'abril fins als primers deu dies de juny.
L'estiu és relativament càlid i curt, sovint, al juny i juliol, l'aire pot escalfar fins a +30 °C. El mes més càlid és juliol. A l'agost, la meteorologia típica és plujosa. L'estiu, per regla general, dura fins a finals d'agost, però sovint en els primers dies de setembre hi ha un "estiu indi".
La tardor és freda i fugaç. Els arbres descarten el fullatge generalment a finals de setembre i, a mitjans d'octubre, s'estableix una coberta de neu i s'observa ja la capa de gel.
- Temperatura màxima absoluta de l'aire: +33.6 ° C
- Temperatura mínima absoluta de l'aire: -58.9 ° C
- Temperatura mitjana anual de l'aire: -3,4 ° C
- Temperatura mitjana del mes de gener: -23,6
- Temperatura mitjana del mes de juliol: +16,2
- Humitat relativa: 79%
- Velocitat mitjana del vent: 3,6 m / s
- Pluviometria anual: 532 litres

## Demografia
| Evolució de la població |        |        |        |        |        |        |         |         |
| Any                     | 1982   | 1986   | 1989   | 1996   | 2002   | 2004   | 2006    | 2010    |
| Habitants               | 25.100 | 68.000 | 85.880 | 95.500 | 96.440 | 98.400 | 108.500 | 110.620 |